# Samuela Nabenia
Samuela Nabenia (9 de fevereiro de 1995) é um futebolista fijiano que atua como atacante, atualmente defende o Ba FC.

## Carreira
Samuela Nabenia fará parte do elenco da Seleção Fijiana de Futebol nas Olimpíadas de 2016.